# Limba luxemburgheză
Limba luxemburgheză (Lëtzebuergesch) este un idiom germanic, fiind forma scrisă a graiului francon moselan a germanei. Graiul francon moselan este vorbit de majoritatea populației Luxemburgului, precum și de populația care trăiește de-a lungul râului Mosel din Germania. Strămoșii celei mai mare părți a sașilor din Ardeal provin din zona văii acestui râu, motiv pentru care dialectul acestora prezintă și astăzi multe elemente comune cu graiul francon moselan, fiind considerat de către unii lingviști ca aparținând acestuia.
La 27 februarie 1984, Ioan de Nassau, Marele Duce al Luxemburgului, proclamă luxemburgheza drept limba națională a luxemburghezilor. Totodată, conform Constituției luxemburgheze, franceza și germana rămân limbile administrației oficiale în Marele Ducat al Luxemburgului (germana standard (Hochdeutsch) rămâne și limba de școlarizare).
Luxemburgheza se mai vorbește încă în districtul Arel (Arlon) din sud-estul regiunii belgiene Valonia, avînd aici și statut de "limbă protejată", precum și în nord-vestul Lorenei, în jurul orașului Thionville.
Luxemburgheza se studiază în cadrul a două catedre universitare de limbi germanice: una la Universitatea din Namur în Belgia, iar cealaltă la Universitatea din Trier în Germania.

## Tatăl nostru
Mai jos se află textul rugăciunii creștine "Tatăl nostru" în luxemburgheză:
«Eise Papp am Himmel,
däin Numm sief gehellégt.
Däi Räich soll kommen,
däi Wëll soll geschéien
wéi am Himmel sou op der Äerd.
Gëf äis haut eist deeglecht Brout,
verzei äis eis Schold,
wéi mir och dene verzeien,
déi an eiser Schold sin.
Féier äis nët an d'Versuchung,
mä maach äis fräi vum Béisen.
Well dir gehéiert d'Reich an d'Kraaft
an d'Herrlechkeet an Eiwegkeet.
Amen.»
Comparație cu varianta germană stardard (Hochdeutsch): 
"Unser Vater in den Himmeln, geheiligt werde Dein Name, es komme Dein Reich, es geschehe Dein Wille, wie im Himmel auch auf Erden! Unser Brot für den nächsten, Tag gib uns heute! Und lass uns nach unsere Verschuldungen, wie auch wir nachgelassen haben unseren Schuldnern! Und bringe uns nicht in Versuchung hinein, sondern errette uns von dem Bösen! Denn dein ist das Reich und die Kraft und die Herrlichkeit in Ewigkeit. Amen."

## Legături interne
- Wikipedia în luxemburgheză

1. 1 2  Language